# Moscato giallo

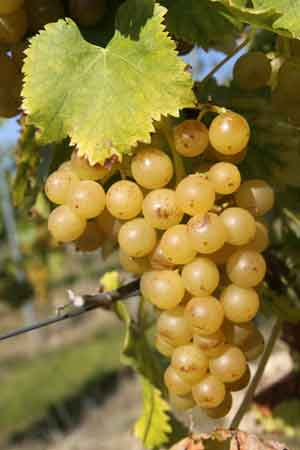
Racimo de moscato giallo.

La moscato giallo es una uva blanca italiana miembro de la familia moscatel conocida por sus grandes racimos de uvas amarillo oscuro y por la tonalidad dorada de sus vinos. Está presente sobre todo en el norte de Italia, donde la mayor parte se usa para producir vinos de postre del estilo passito. La uva está presente en Croacia, donde es conocida como muškat žuti.

## Historia y parentesco con otras variedades
Al igual que muchas variedades de moscatel, los orígenes de la moscato giallo pueden estar en Oriente Medio. Siria suele ser el lugar referido del nacimiento de esta variedad. No obstante, a comienzos del siglo XXI los análisis de ADN demostraron que la moscato giallo tenía una relación paterno-filial con la moscatel de grano menudo. La primera mención de la moscatel de grano menudo es del siglo XIV. La moscato giallo probablemente sea una descendiente.
A través de su parentesco con la moscatel de grano menudo, la moscato giallo es medio-hermana otras muchas uvas, como la aleatico, la moscato di Scanzo, la moscato rosa del Trentino, la moscatel de Alejandría y la muscat rouge de Madère. Las mayores plantaciones de moscato giallo y de sus hermanas se encuentra en el norte de Italia, por lo que los ampelógrafos creen que podría haberse originado en Italia en lugar de en Oriente Medio.
Las similitudes en su morfología a menudo han llevado a confundir a la moscato giallo con otras variedades de moscatel como la moscato bianco en Sicilia y con la muscat fleur d'oranger (orange muscat) en las colinas Euganeas del Véneto.

## Viticultura
La moscato giallo es una variedad de maduración media-tardía que puede ser muy vigorosa. Es frondosa y produce grandes hojas, por lo que esto debe mantenerse bajo control mediante la poda y el control de copa de la planta. Los racimos de uvas son grandes y las uvas son de color amarillo oscuro. Sus uvas de pieles gruesas son resistentes a la botrytis, y tienen una resistencia moderada a los hongos como el mildiu y el oídio.
No obstante, esta vid es muy susceptible a la deficiencia de clorofila, que es frecuente en los suelos con poca caliza. Este riesgo viticultural puede controlarse con un ajuste de nutrientes, concretamente de hierro. La experta en vinos Jancis Robinson notó que la moscato giallo suele adaptarse bien a la producción de vino cuando es plantada en laderas calcáreas que tienen un gran contenido en cal y tiza. La moscato giallo también es susceptible al "brazo muerto de vid", causado por un hongo de la familia phomopsis.

## Regiones

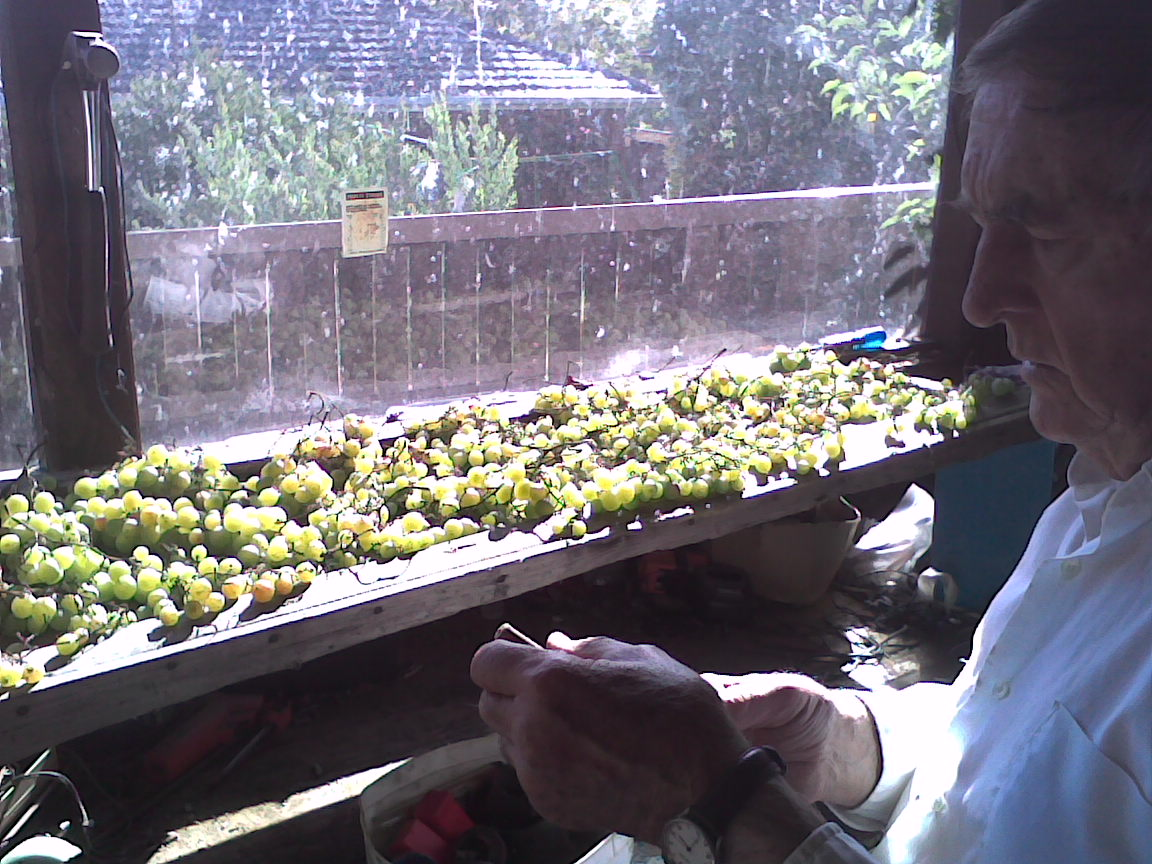
Drying muscats.jpg ,Uvas de moscatel secandose al alba en Canaberra. Las uvas de moscatel son dulces con una piel aspéra con varias pepitas grande.

En el año 2000 había unas 360 ha de moscato giallo plantadas en Italia, la mayor parte de las cuales estaban en Vallagarina, que abarca la provincia de Trento. Ahí la uva es conocida como goldmuskateller. También se encuentra en la cercana provincia de Bolzano y puede ser usada para hacer un monovarietal en las Denominazione di Origine Controllata (DOC) de Trentino Alto-Adigio. 
En el Véneto y en Friuli-Venecia Julia la uva es usada para hacer vinos espumosos y vinos de postre del estilo passito de las DOC Corti Benedettine del Padovano y Friuli Isonzo, respectivamente.
Fuera de Italia, la moscato giallo puede encontrarse en Valais, Suiza, donde la uva es conocida como muscat du pays. Ahí esta vid suele encontrarse entremezclada en viñedos con la moscatel de grano menudo.

## Vinos
Según la experta en vinos Jancis Robinson, la moscato giallo tiende a producir vinos con mucho color, que tienen unos niveles de acidez moderada pero que son muy aromáticos. La uva suele usarse para producir vinos dulces de postre, a menudo con el método passito o pajizos. La uva puede puede producir vinos monovarietales pero algunas veces es mezclada con otras variedades de moscatel.

## Sinónimos
A lo largo de los años, la moscato giallo ha sido conocida con varios sinónimos, como fior d'arancio (en Padua), goldenmuskateller (en Bolzano), goldmuskateller, moscat, moscatel (en Trentino), moscato cipro, moscato dalla Siria, moscato sirio, moscato siro, muscat du pays (en Valais, Suiza), muscat italien, muscat vert (en Valais), muscatedda (en Sicilia), muscato de goloio, muskat dzhiallo y muskat zuti.